# Jake Friend

a Compétitions nationales et continentales officielles uniquement.

b Matchs officiels uniquement.
Jake Friend, né le 4 février 1990 à Nambour (Australie), est un joueur de rugby à XIII australien évoluant au poste de talonneur. Il fait ses débuts en National Rugby League (« NRL ») avec les Roosters de Sydney lors de la saison 2008, franchise à laquelle il est toujours fidèle. Il y a remporté la NRL en 2013 et le World Club Challenge en 2014. Sur le plan international, il a été appelé en sélection d'Australie pour le Tournoi des Quatre Nations 2016.

## Palmarès
- Collectif :
  - Vainqueur du Tournoi des Quatre Nations : 2016 (Australie).
  - Vainqueur du World Club Challenge : 2014, 2019 et 2020 (Roosters de Sydney).
  - Vainqueur du State of Origin : 2020 (Queensland).
  - Vainqueur de la National Rugby League : 2013, 2018 et 2019 (Roosters de Sydney).
  - Finaliste de la National Rugby League : 2010 (Roosters de Sydney).

### En club

#### Statistiques
| Saison | Club            | Compétition           | Matchs | Points | Essais | Goals | Drops |
| ------ | --------------- | --------------------- | ------ | ------ | ------ | ----- | ----- |
| 2008   | Sydney Roosters | National Rugby League | 5      | 0      | 0      | 0     | 0     |
| 2009   | Sydney Roosters | National Rugby League | 21     | 8      | 2      | 0     | 0     |
| 2010   | Sydney Roosters | National Rugby League | 19     | 4      | 1      | 0     | 0     |
| 2011   | Sydney Roosters | National Rugby League | 24     | 12     | 3      | 0     | 0     |
| 2012   | Sydney Roosters | National Rugby League | 24     | 8      | 2      | 0     | 0     |
| 2013   | Sydney Roosters | National Rugby League | 27     | 28     | 7      | 0     | 0     |
| 2014   | Sydney Roosters | National Rugby League | 23     | 12     | 3      | 0     | 0     |
| 2015   | Sydney Roosters | National Rugby League | 22     | 9      | 2      | 0     | 1     |
| 2016   | Sydney Roosters | National Rugby League | 24     | 4      | 1      | 0     | 0     |
| 2017   | Sydney Roosters | National Rugby League | 22     | 12     | 3      | 0     | 0     |
| 2018   | Sydney Roosters | National Rugby League | 25     | 0      | 0      | 0     | 0     |
| Total  | Total           | Total                 | 236    | 97     | 24     | 0     | 1     |